# 世界貿易中心三號大樓
世界貿易中心三號大樓（英語：Three World Trade Center）為美國紐約市曼哈頓下城未來的一棟摩天大樓，建在世貿四期原址上。約329公尺、80層樓高，原估計2015年完工，但最終工程延遲至2018年完工。

## 原始建築（1979年–2001年）

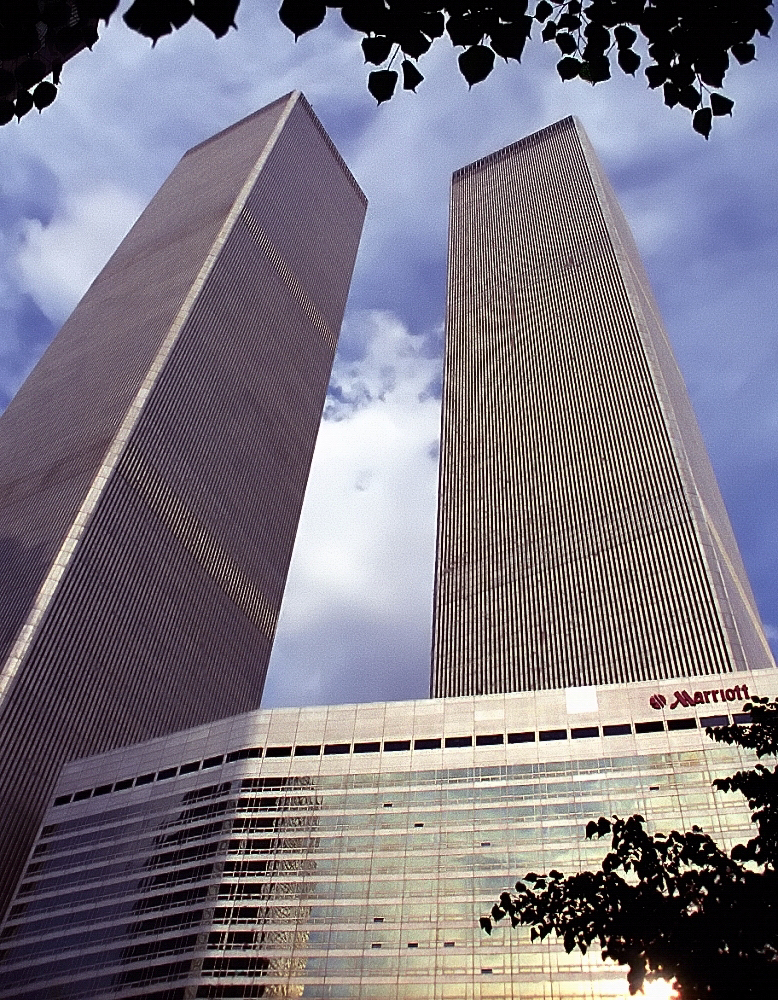
原世界貿易中心三號大樓，後方為世界貿易中心雙塔

世界貿易中心三號大樓在1979年為一棟22層鋼架結構建築物，建築高度為73.7公尺（242英尺），由SOM設計，結構工程師為萊斯里·羅伯遜，主承包商為铁狮门地产和建筑公司，該建築在1979年動工，於1981年完工並開放。建築完工後，飯店進駐該建築內，該飯店所有者為紐約與紐澤西港務局與韓國KUO飯店，由希爾頓全球酒店集團代理管理權，共有825間房間，飯店經營權於1995年轉賣給萬豪酒店，飯店改名為萬豪世貿中心。世界貿易中心三號大樓與世界貿易中心南、北塔相連接著，提供飯店的房客可輕鬆在室內步行到世界貿易中心。

### 九一一恐怖攻擊事件

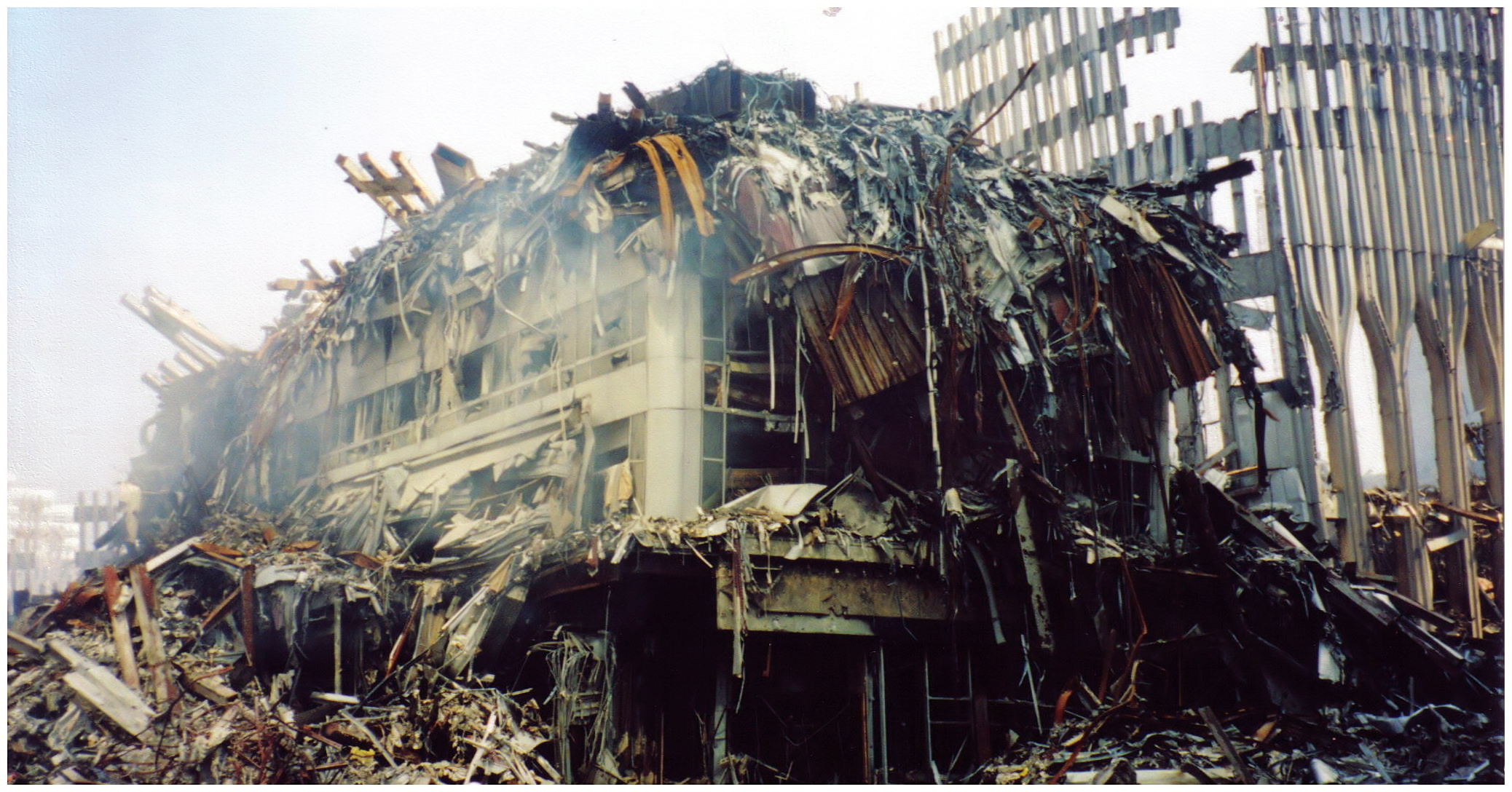
原世界貿易中心三號大樓在911事件後剩餘的殘骸

世界貿易中心三號大樓曾遭遇兩次恐怖攻擊事件，一次在1993年2月26日，大樓因1993年世界貿易中心爆炸案而遭到嚴重破壞，在經過一段時間整修後，世界貿易中心三號大樓的飯店於1994年11月重新開放。第二次在2001年9月11日，大樓因九一一襲擊事件而遭到嚴重破壞，當日飯店客滿，並且全美商業經濟學協會在此招開年度會議，在美國航空11號班機撞向世界貿易中心北塔後，飛機的起落架殘骸掉落至飯店的屋頂上，消防員在北塔被撞擊後，將飯店大廳設定為臨時避難所，盡力撤離在世界貿易中心三號大樓內生還的旅客，在過程中有消防員目擊有人從建築掉下來，以及從北塔墜落的墜樓者遺體。
當世界貿易中心南塔倒塌後，殘骸將世界貿易中心三號大樓壓垮，有14位生還者在南塔倒塌後不久獲救，建築在雙塔倒塌後仍有部分殘存，這是因為在遭受1993年恐怖攻擊事件後，為了防犯恐怖攻擊而加強建築強度的部分。最後有40個人在世界貿易中心三號大樓喪生，其中包括2位飯店員工，以及許多消防員。飯店剩餘的殘骸於2002年1月全部拆除。

## 新建築
新的世界貿易中心三號大樓預計在格林威治街東面重建，位於原世界貿易中心對面。建築設計由曾是普立茲克獎得主理查·羅傑斯主導。建築預計建造80層，其中7層為騎樓，建築內將包含辦公室與零售商圈。新建築工程於2008年1月破土，原預計2014年完工，後因開發商兆華斯坦地產財務困難，曾一度暫緩工程，在財務問題解決後再度動工。2015年，將原先設計的1,168英呎（356公尺）降為1,079英呎（329公尺）。最終，新建築在2018年完工。

## 圖片集

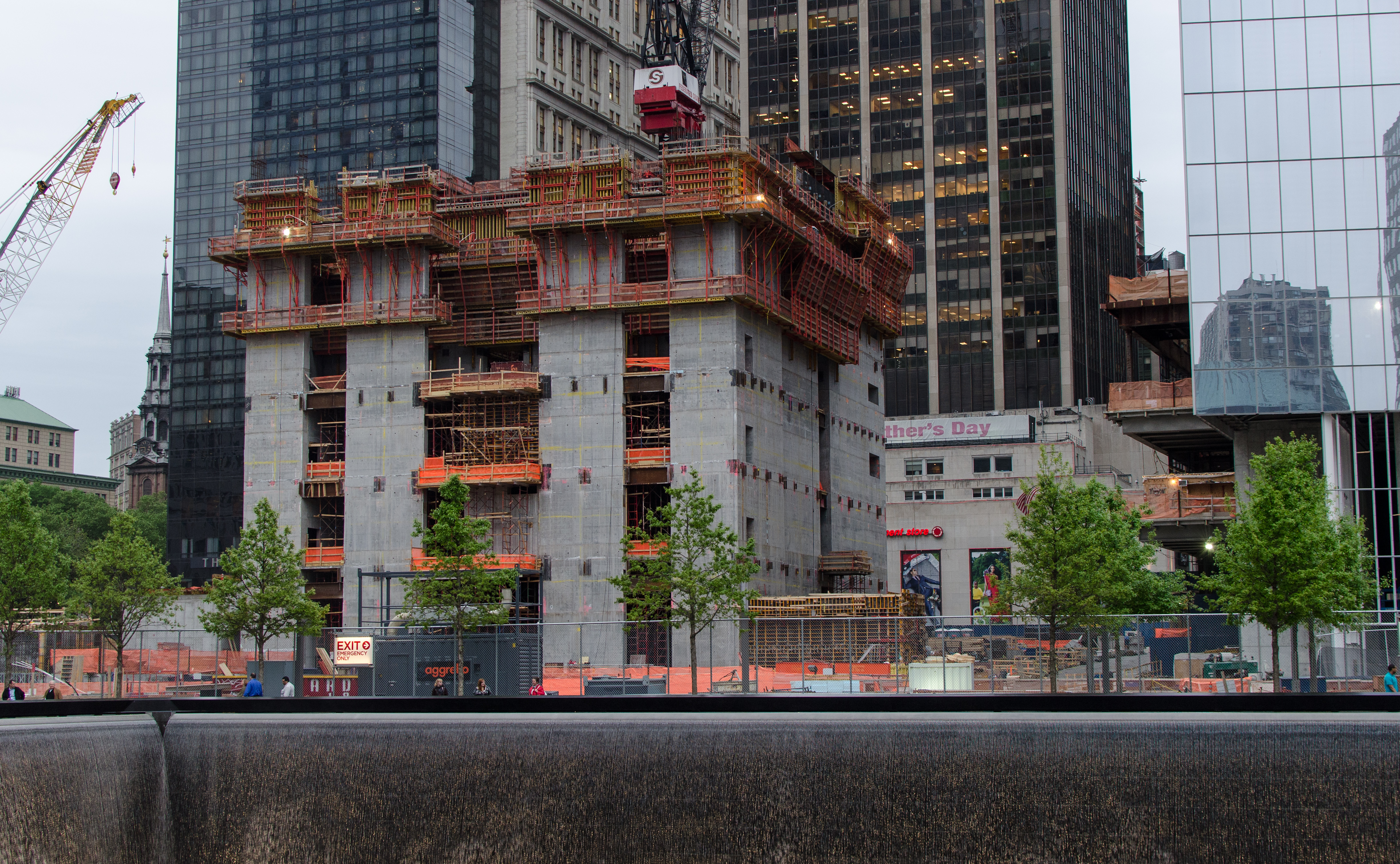
2012年5月時的建設進度
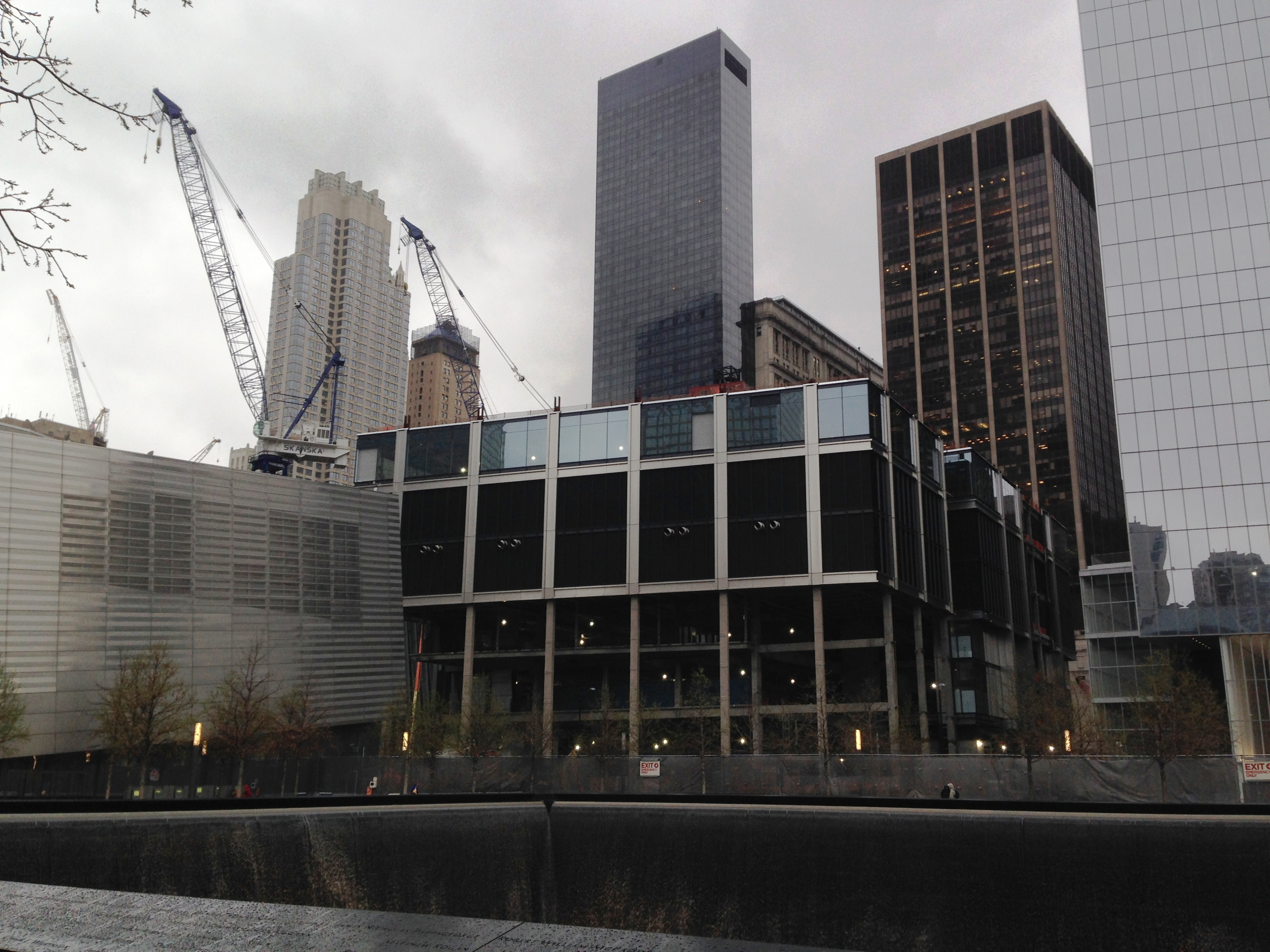
2014年4月時的建設進度

## 外部連結
- 175 Greenwich Street （页面存档备份，存于） - 官方網站
- 175 Greenwich Street Images
- 175 Greenwich Street Design Update (video)
- Marriott World Trade Center Survivors
- Stories by NABE members about the attack
- The 9/11 Hotel （页面存档备份，存于）, a five-part documentary video on YouTube including interviews with surviving guests and workers at the Marriott World Trade Center
- Marriott World Trade Center Website - Archived on Internet Archive